# Grzech pierworodny (obraz Tintoretta)
Grzech pierworodny (wł. Tentazione di Adamo ed Eva) – obraz włoskiego malarza Jacopa Tintoretta.
Obraz przedstawia scenę grzechu pierworodnego jakiego dopuścili się pierwsi ludzie na Ziemi – Adam i Ewa. Motyw został zaczerpnięty z Księgi Rodzaju i był jednym z najpopularniejszym w malarstwie europejskim; stanowi jeden z nielicznych epizodów Starego Testamentu, gdzie obok siebie pojawiają się nadzy mężczyzna i kobieta. Tintoretto przedstawił postacie zgodnie z tradycją ikonograficzną. Adama umieścił po prawej stronie drzewa, jednakże jego postać siedzi tyłem do widza co stanowi dużą rzadkość w sztuce. Ewa siedzi przodem do Adama, po lewej stronie symbolizującej grzech. Wzrok wpatrzony ma w jabłko trzymane w lewej dłoni. Nad nią artysta przedstawił kusiciela, w postaci głowy jakiegoś zwierzęcia. W jego pysku znajduje się kolejny owoc.
Z prawej strony w tle znajduje się scena stworzona w zaskakującej proporcji. Jest to ukazanie konsekwencji popełnienia grzechu. Adam i Ewa zostają ukarani wygnaniem z raju, z którego wygania ich anioł z płonącym mieczem.